# Прапор Великої Багачки
Пра́пор Великої Багачки — селищна хоругва Великої Багачки, затверджена рішенням сесії селищної ради.

## Опис
Прямокутне полотнище з співвідношенням сторін 2:3 складається з чотирьох горизонтальних смуг малинового, білого, блакитного і малинового кольорів (6:1:1:2), розділених хвилеподібно. У крижі прапора дві жовті шаблі, покладені в косий хрест, зверху жовтий розширений хрест.